# Francisco Cerúndolo
Francisco Cerúndolo (n. 13 august 1998, Buenos Aires, Argentina) este un jucător argentinian de tenis. Cea mai bună clasare a sa la simplu este locul 24 mondial, la 25 iulie 2022, iar la dublu locul 203 mondial, la 31 octombrie 2022. A câștigat un titlu la simplu pe Circuitul ATP.